# 雅各帐篷会堂
48°8′4″N 11°34′21″E / 48.13444°N 11.57250°E
雅各帐篷会堂（希伯来语: Ohel Jakob）是德国慕尼黑的犹太会堂，建于2004-2006年。为慕尼黑犹太社区新的主要会堂，位于圣雅各广场（Sankt-Jakobs-Platz）。  犹太会堂于2006年11月9日在水晶之夜68周年纪念日开幕。它是新的犹太中心的一部分，包括犹太会堂、慕尼黑犹太博物馆和一个社区中心。

## 建筑
2001年7月6日建筑设计大赛后，建筑师Rena Wandel-Hoefer 和沃尔夫冈Lorch获得了雅各的帐篷合同。 建筑师以前完成了德累斯顿新犹太会堂。隆重仪式于2005年10月25日举行。开幕式的主角是德国犹太人中央委员会主席和慕尼黑正统犹太社区的负责人夏洛特 Knobloch。 
该建筑物是一个立方体混凝土建筑，下部为石灰华石头贴面，顶部为玻璃立方体。玻璃屋顶代表帐篷，象征摩西穿越沙漠40年的旅程。大门是在布达佩斯制作的，上面有希伯来字母的十诫。内墙上镶着松柏装饰着金色的诗篇。
犹太教会堂可以容纳550信徒。它的造价约5700万欧元 (约7200万美元) ，资金来源包括慕尼黑市、巴伐利亚州、慕尼黑的犹太社区以及私人捐赠。
慕尼黑原来的主要犹太会堂于1938年6月被摧毁，位于离新犹太会堂不远的几个街区，原址现在上是一个停车坡道。